# تاریخ ورزش باستانی ایران (زورخانه)
تاریخ ورزش باستانی ایران (زورخانه) کتابی مصوّر است در چهارده گفتار از پرتو بیضایی آرانی اندر تاریخِ ورزشِ زورخانه‌ای و رسومِ جوانمردی در ایران.

## انتشار
این کتاب در سالِ ۱۳۳۷ منتشر شد و به محمّدرضا شاه پهلوی تقدیم شد.
در اهمیتش آورده‌اند که، همراهِ تاریخ و فرهنگ زورخانه و گروههای اجتماعی زورخانه‌روی غلامرضا انصافپور، یکی از دو منبعِ اصلیِ مطالعهٔ این بخش از فرهنگِ عامّهٔ ایران به شمار می‌رود.